# Eiwitzuivering
Eiwitzuivering is het proces om van een mengsel van eiwitten naar één enkel zuiver eiwit te komen. Voor het onderzoek naar eiwitten is het verkrijgen van zuiver eiwit noodzakelijk. Het beginmateriaal is hoofdzakelijk een weefsel of microbiologische cultuur. Grof gesteld bestaat de eiwitzuivering meestal uit drie fases: Het eiwit vrijmaken uit cellen, de eiwitten scheiden van de niet-eiwitten, om vervolgens het gewenste eiwit te scheiden van alle andere eiwitten. Deze laatste stap is doorgaans het moeilijkst.

## Doel
Het doel van eiwitzuivering kan preparatief of analytisch van aard zijn. Bij een preparatieve zuivering is het doel om zo veel mogelijk eiwit te krijgen. Een voorbeeld hiervan is de "productie" van insuline, dat vroeger gewonnen werd uit varkens (tegenwoordig veelal uit genetisch gemodificeerde bacteriën). Bij een analytische zuivering is het doel om een bepaalde hoeveelheid eiwit te verkrijgen om dat eiwit vervolgens te onderzoeken (analyseren).

## Voorbereidende stappen
Er bestaat een grote diversiteit aan technieken om eiwitten te zuiveren. Er valt niet te zeggen welke beter is, omdat dat voor ieder eiwit anders kan zijn. Een constant probleem binnen de eiwitzuivering is de kans op denaturatie. De meeste zuiveringen hebben tot doel om de biologische conformatie van het eiwit te behouden. Omdat de fysische en chemische eigenschappen voor elk eiwit anders zijn, is er geen universele techniek.

### Het eiwit vrijmaken
Het eiwit vrijmaken uit zijn matrix (meestal een cel, maar dat kan ook een virus zijn), is de eerste stap van de eiwitzuivering. Veelgebruikte technieken zijn o.a. sonificatie en lysozym (bij bacteriën). Bij sonificatie worden er ultrasone trillingen in de oplossing gestuurd, waardoor de cel uit elkaar valt. Lysozym is een enzym dat de celwand van bacteriën vernietigt. Een nadeel van lysozym is dat dit ook een eiwit is, en het gewenste eiwit vervolgens dus ook nog gescheiden dient te worden van het lysozym.

### Het eiwitgedeelte scheiden van het niet-eiwitgedeelte
Vervolgens dient het eiwitgedeelte van het niet-eiwitgedeelte gescheiden te worden. Dit niet-eiwitgedeelte bevat doorgaans zaken als DNA, RNA, celmembraan, celwand, celorganellen (zoals ribosomen, endoplasmatisch reticulum etc). Deze gedeeltes zijn doorgaans zwaarder en hebben een hogere dichtheid dan de eiwitten zelf. Hier wordt dankbaar gebruik van gemaakt: het eiwitgedeelte kan van het niet-eiwitgedeelte gescheiden worden middels centrifuge. Het niet-eiwitgedeelte zakt naar de bodem (de zogenaamde pellet) en het eiwitgedeelte blijft in oplossing (de supernatant).

## Oplosbaarheid
In de eiwitzuivering wordt dikwijls dankbaar gebruikgemaakt van het verschil in oplosbaarheid dat kan voorkomen tussen verschillende eiwitten. Hieronder staan een aantal van deze technieken beschreven.

### Iso-elektrisch focusseren
Iso-elektrische focussering, ook wel IEF genoemd, berust op het feit dat eiwitten een iso-elektrisch punt (pI) hebben. Eiwitten in oplossing zijn bij een willekeurige pH meestal geladen - hetzij positief, hetzij negatief - door zijketens die als zuren en basen kunnen interageren met de oplossing. Deze zuur base interacties zullen bij verschillende pH leiden tot een verschillende graad van protonatie en bijgevolg een verschillende netto lading op het eiwit. Bij één pH - de pI van het eiwit - zijn er evenveel positieve als negatieve ladingen aanwezig (zwitterion) en is het eiwit elektrisch neutraal.
De techniek kan op twee manieren worden uitgevoerd. Vooral voor analytische scheiding wordt een elektroforese uitgevoerd op een gel met een pH gradiënt. Het eiwit ondervindt een kracht in het elektrisch veld door zijn lading en migreert door de gel. Als het een gebied bereikt waar de pH gelijk is aan de pI ondervindt het geen netto kracht meer in het elektrisch veld en stopt de migratie. Zo worden banden van eiwitten op basis van iso-elektrisch punt gevormd die verder geanalyseerd kunnen worden. De meeste IEF-gels hebben een pH-bereik van 3 tot 9. Voor preparatieve scheiding zal deze techniek echter niet veel gebruikt worden, aangezien men met elektroforese slechts zeer kleine hoeveelheden eiwit kan scheiden. Men zal bij een preparatieve scheiding dus veelal gebruikmaken van iso-elektrische precipitatie. Hierbij wordt aan de eiwit-oplossing een buffer toegevoegd zodat de pH van de oplossing overeenkomt met de pI van het gewenste eiwit. Wanneer de pH van de oplossing niet gelijk is aan de pI zouden dezelfde eiwitten zich in dezelfde geladen toestand bevinden en elkaar afstoten. Nu de pH gelijk is aan pI zijn de eiwitten netto ongeladen en stoten elkaar niet meer af. Hierdoor vormen ze aggregaten en zakt de oplosbaarheid dramatisch. Door de daling in oplosbaarheid is de oplossing oververzadigd en treedt er precipitatie op. Het nadeel van deze techniek is echter dat veel eiwitten denatureren bij hun pI en dit kan ongewenst zijn voor verder gebruik of analyse.

### Thermische denaturatie
Eiwitten denatureren bij een bepaalde temperatuur. Bij de denaturatie van een eiwit daalt oplosbaarheid van het eiwit sterk. Hierdoor zakt het eiwit uit. Als men nu een mengsel van eiwitten heeft die op verschillende temperaturen denatureren (en dus uitzakken), kan men de eiwitten scheiden. Stel, ons hypothetische eiwit A is vervuild met eiwit B. A denatureert bij 70 graden, terwijl B al bij 45 graden denatureert. Als men dan de temperatuur gedurende een korte tijd naar 55 graden brengt, dan zal het - ongewenste - eiwit B uitzakken, terwijl eiwit A behouden blijft.

### Uitzouten
Bij uitzouten wordt de oplosbaarheid van het eiwit sterk verlaagd door het sterk verhogen van de ionsterkte door middel van het toevoegen van zouten. Zoals eerder genoemd hebben eiwitten in oplossing een lading. De ionen van de opgeloste zouten schermen deze lading af. Ook wordt de beschermende watermantel rond de eiwitten weggetrokken door de zouten. Hierdoor zakt de oplosbaarheid van de eiwitten dusdanig dat eiwitten klonters vormen en neerslaan.

## Kolomchromatografie
De kolomchromatografie speelt een belangrijke rol in de eiwitzuivering. In haast alle zuiveringen komt wel één of andere vorm van kolomchromatografie voor. Chromatografie is een scheidingsmethode die berust op het feit dat verschillende moleculen verschillend hechten aan de zogenaamde stationaire fase – de kolom. Daarom beweegt het ene molecuul sneller door de kolom dan het andere molecuul; de eluentietijd is korter. Er is een breed scala aan verschillende kolommen te bedenken, maar er zijn globaal drie types die veel gebruikt worden tijdens scheidingen. Deze zijn gelfiltratie, een vorm van ionwisselaarchromatografie en affiniteitschromatografie. Vaak zijn het vormen van HPLC, in de biochemie ook wel FPLC, of Fast Protein Liquid Chromatography genoemd.

### Gelfiltratie
Bij gelfiltratie - ook wel size-exclusion chromatography genoemd - bestaat de kolom uit een gel bestaande uit met poriën bedekte korreltjes. De moleculen van de mobiele fase vallen als het waren in de poriën. De poriën en korrels hebben een voorgeschreven diameter. Grotere eiwitten zullen niet in de poriën passen, en dus de kortste weg nemen langs de korreltjes. De grootste eiwitten zullen dus in de zogenaamde void volume terechtkomen, en dus als eerste elueren. Hoe kleiner de eiwitten, hoe vaker ze in de poriën zullen vallen, en hoe langer ze er over zullen doen om de onderkant van de kolom te bereiken.

### Ionwisselingschromatografie
Bij de ionwisselingschromatografie (IEC) wordt de lading van eiwitten gebruikt om een scheiding te verkrijgen. De kolom van een IEC is sterk polair. Er bestaan twee typen IEC; een kationenwisselaar (S-type) en een anionenwisselaar (Q-type). Een kationwisselaar bestaat zelf uit negatief geladen sulfonzuurresten (-C2-H4-SO3−). Een anionwisselaar bestaat zelf uit quaternaire ammioniumgroepen. (-C2-H4-N+-(ethyl)3) Door de pI van de eiwitten binden sommigen eiwitten sterk aan de kolom, terwijl anderen dat niet doen. Een eiwit met een hoge pI zal bij neutrale pH bijvoorbeeld positief geladen zijn, en zal dus binden aan een S-type kolom. Eiwitten met lage pI zullen bij deze situatie juist negatief geladen zijn, en zeker niet binden aan de kolom. Als men nu langzaam de zoutconcentratie verhoogt, worden de ladingen afgeschermd en kan men precies bepalen wanneer het gewenste eiwit van de kolom af gaat. Zodoende kan men een mengsel van eiwitten scheiden.